# La Trinidad (Nicaragua)
La Trinidad ist eine Stadt in Nicaragua mit rund 11.000 Einwohnern. Sie liegt ungefähr 120 Kilometer nördlich der Hauptstadt Managua und etwa 25 Kilometer südöstlich von Estelí im Departamento Estelí.
La Trinidad liegt im bergigen Hochland auf einer Höhe von etwa 600 Metern. In der Region befinden sich eine Reihe erloschener Vulkane. Der Ort ist eingerahmt durch drei Berge (Oyanca, La Mocuana, El Atillo). Zur Gemeinde gehört eine Vielzahl kleinerer Dörfer, so dass die Bevölkerung insgesamt über 20.000 Einwohner hat. La Trinidad liegt unmittelbar an der Panamericana und ist daher gut mit dem Auto und Bussen zu erreichen. Zu den dezentralen Ortsteilen führen oftmals nur schmale, nicht befahrbare Fußwege. Der Ort verfügt über ein Krankenhaus, eine zentrale Bibliothek sowie rund 40 dezentrale Schulen.
Haupterwerbsquellen der Region sind die Landwirtschaft (Mais, Bohnen, Gemüse) und das Bäckerhandwerk. Es besteht eine Brotfabrik. Die landwirtschaftlichen Betriebe sind teilweise beeinträchtigt durch Trockenheit, ausgelöst durch El Niño. Ein Teil der Bevölkerung arbeitet wegen fehlender Arbeitsplätze vor Ort in Estelí.

## Städtepartnerschaft
- Moers, Deutschland, seit 1989